# Mirko Vuillermin
Mirko Vuillermin (Aosta, 2 augustus 1973) is een Italiaans shorttracker.
Tijdens de Olympische Winterspelen 1994 won Vuillermin de gouden medaille in de relay en zilver op de 500 meter.

## Resultaten

### Olympische Winterspelen
| Jaar | Plaats      | Resultaten             |
| ---- | ----------- | ---------------------- |
| 1992 | Albertville | 8e relay               |
| 1994 | Hamar       | relay 500 m 21e 1000 m |

### Wereldkampioenschappen
| Jaar | Plaats      | Resultaten |
| ---- | ----------- | ---------- |
| 1992 | Nobeyama    | team       |
| 1993 | Peking      | relay      |
| 1993 | Boedapest   | team       |
| 1994 | Cambridge   | team       |
| 1995 | Gjøvik      | relay      |
| 1996 | Den Haag    | relay      |
| 1996 | Lake Placid | team       |
| 1997 | Nagano      | relay      |
| 1997 | Seoel       | team       |

1992: Kim, Lee, Mo, Song ·
1994: Carnino, Fagone, Herrnhof, Vuillermin ·
1998: Bédard, Campbell, Drolet, Gagnon ·
2002: Bédard, Gagnon, Guilmette, Tremblay, Turcotte ·
2006: Ahn, Lee, Seo, Song ·
2010: Bastille, Ch. Hamelin, F. Hamelin, Jean, Tremblay ·
2014: An, Grigorev, Jelistratov, Zacharov ·
2018: S. Liu, S.S. Liu, Knoch, Burján ·
2022: Ch. Hamelin, Dubois, Pierre-Gilles, Dion